# Трапани
Трапани (итал. Trapani) град је у југозападној Италији. Град је средиште истоименог округа Трапани у оквиру италијанске покрајине Сицилија.
Трапани је најистуренији град Италије ка југозападу.

## Природне одлике
Град Трапани налази се у југозападном делу Италије, на 110 км западно од Палерма. Код Трапанија се спајају Тиренско и Средоземно море. Град се сместио на месту где се завршава приобална равница западне Сицилије, која на северно и источно прелази у побрђе. Изнад града издиже се брдо Ериће, са кога се пружају веома лепе визуре на град и море.

## Географија
| Клима (Трапани)    | Клима (Трапани) | Клима (Трапани) | Клима (Трапани) | Клима (Трапани) | Клима (Трапани) | Клима (Трапани) | Клима (Трапани) | Клима (Трапани) | Клима (Трапани) | Клима (Трапани) | Клима (Трапани) | Клима (Трапани) | Клима (Трапани) |
| Показатељ \ Месец  | .Јан.           | .Феб.           | .Мар.           | .Апр.           | .Мај.           | .Јун.           | .Јул.           | .Авг.           | .Сеп.           | .Окт.           | .Нов.           | .Дец.           | .Год.           |
| ------------------ | --------------- | --------------- | --------------- | --------------- | --------------- | --------------- | --------------- | --------------- | --------------- | --------------- | --------------- | --------------- | --------------- |
| [ тражи се извор ] |                 |                 |                 |                 |                 |                 |                 |                 |                 |                 |                 |                 |                 |

## Становништво
Према резултатима пописа становништва 2011. у општини је живело 69.241 становника.
| 1931.  | 1936.  | 1951.  | 1961.  | 1971.  | 1981.  | 1991.  | 2001.  | 2011.  |
| ------ | ------ | ------ | ------ | ------ | ------ | ------ | ------ | ------ |
| 60.252 | 64.702 | 74.616 | 78.508 | 71.702 | 71.927 | 69.497 | 68.346 | 69.241 |

Трапани данас има око 71.000 становника, махом Италијана. Пре пола века град је имао свега 20% мање становника него сада. Последњих деценија број становника у граду опада.

## Привреда
Главна грана привреде је поморство и роболов. Ту је и производња конзерви и соларство, развијено у оближњим соланама.

## Галерија
- Стари део Трапанија
- Улица Гарибалди
- Процесија у граду
- Статуа Гарибалдија

## Градови побратими
- Констанца
- Les Sables-d'Olonne